# Атрибутивна теория
Атрибутивната теория е социално психологическа теория, развита от Фриц Хайдер, Харолд Кели, Едуард Джоунс и Лий Рос.
Теория е свързана с начините, по които хората обясняват (или атрибутират, приписват) поведението на другите или на себе си (самоатрибуция) с нещо друго. Тя разглежда как индивидите „атрибутират“ причините за събитията и как това когнитивно възприятие влияе на тяхната полезност в организация.

## Ковариационна теория
Развита от Харолд Кели, тя изследва как хората решават дали ще бъдат направени вътрешни, или външни атрибуции.
Теорията разделя начините, по които хората атрибутират причините, на два вида:
- „Външната“ или „ситуационна“ атрибуция определя причината във външен фактор като времето.
- „Вътрешната“ или „дисципозиционна“ атрибуция определя причината вътре в човека като собственото ниво на интелигентност или други променливи, които правят индивида отговорен за събитието.

Ковариационният модел е разработен от Кели.